# Người Andaman

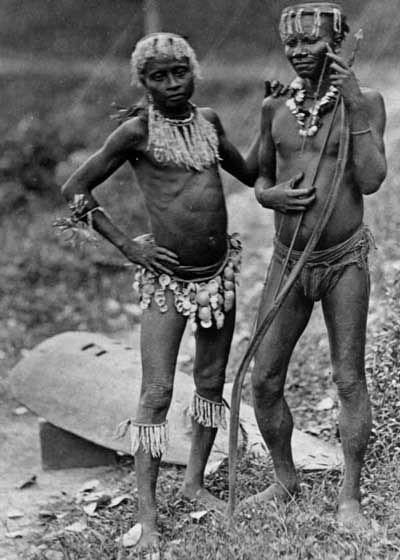
Hai đàn ông Great Andaman, cỡ năm 1875

Người Andaman là những cư dân bản địa khác nhau ở quần đảo Andaman, một huyện trong lãnh thổ liên bang Quần đảo Andaman và Nicobar của Ấn Độ, nằm ở phía đông nam của Vịnh Bengal.
Những người Andaman thuộc nhóm Negrito ở Đông Nam Á. Đó là những người lùn pygmy, và là những người hiện đại duy nhất bên ngoài châu Phi hạ Sahara có chứng steatopygia (mông nhiều mỡ). Họ sống theo săn bắt hái lượm, và dường như đã sống cô lập đến hàng ngàn năm nay.
Người Andaman được coi là có nguồn gốc từ sự di cư của người hiện đại đầu tiên ra khỏi châu Phi khoảng 70.000 năm trước đây.
Vào cuối thế kỷ 18 khi họ lần đầu tiên tiếp xúc kéo dài với người ngoài, ước tính có khoảng 7.000 người, và chia thành năm nhóm chính, với các nền văn hóa khác biệt, lãnh thổ riêng biệt, và ngôn ngữ không hiểu lẫn nhau. Trong thế kỷ tiếp theo họ phần lớn đã bị xóa sổ bởi bệnh tật, bạo lực, và mất dần lãnh thổ.
Ngày nay có thể chỉ còn khoảng 400-450 người. Một nhóm đã tuyệt chủng từ lâu, và có hai nhóm còn lại vẫn kiên định duy trì sự độc lập, từ chối hầu hết các nỗ lực liên hệ với bên ngoài. Bộ lạc biệt lập nhất, đến nay vẫn không ai vào được vùng cư trú của họ, là người Sentinel .
Ngày nay người Andaman là thành phần được bảo vệ ở Cộng hòa Ấn Độ theo điều gọi là "Scheduled Castes and Scheduled Tribes".

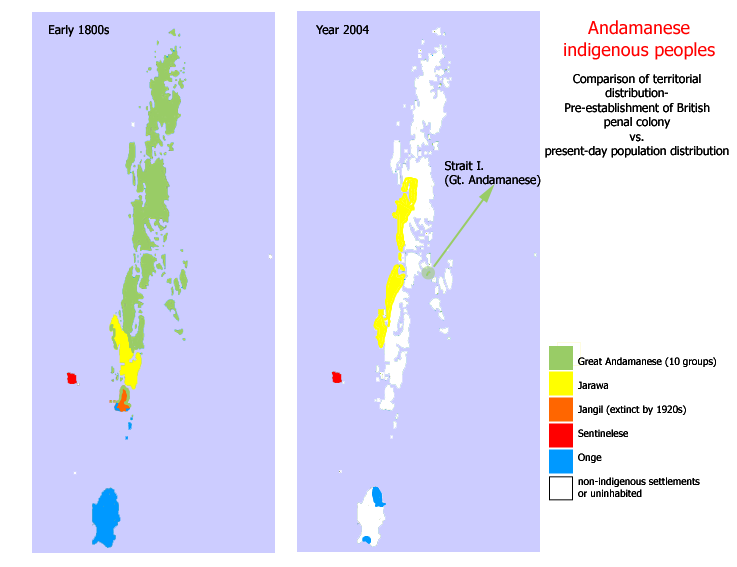
Phân bố các bộ lạc Andaman, đầu 1800 so với năm 2004.

## Các bộ lạc
Người Andaman được chia ra năm nhóm chính. Tên dân tộc được lấy theo tên đảo, và tên đảo thì do chính quyền Anh trước đây, hoặc Ấn Độ hiện nay đặt. Các nguồn ước tính khác nhau cho ra số liệu khác nhau.
- Andaman Lớn, đã tuyệt chủng với 54 cá thể pha tạp.[3]
- Jarawa, hiện nay ước tính có 250-400 người được xác nhận là ở dạng thuần khiết.
- Jangal, hoặc Rutland Jarawa, đã tuyệt chủng.[4]
- Onge, hiện nay ước tính có dưới 100 người được xác nhận là ở dạng thuần khiết.
- Sentinel, hiện nay ước tính là 100-200 người, và là bộ lạc "cô lập tuyết đối".